# Porzellanfabrik Schlegelmilch

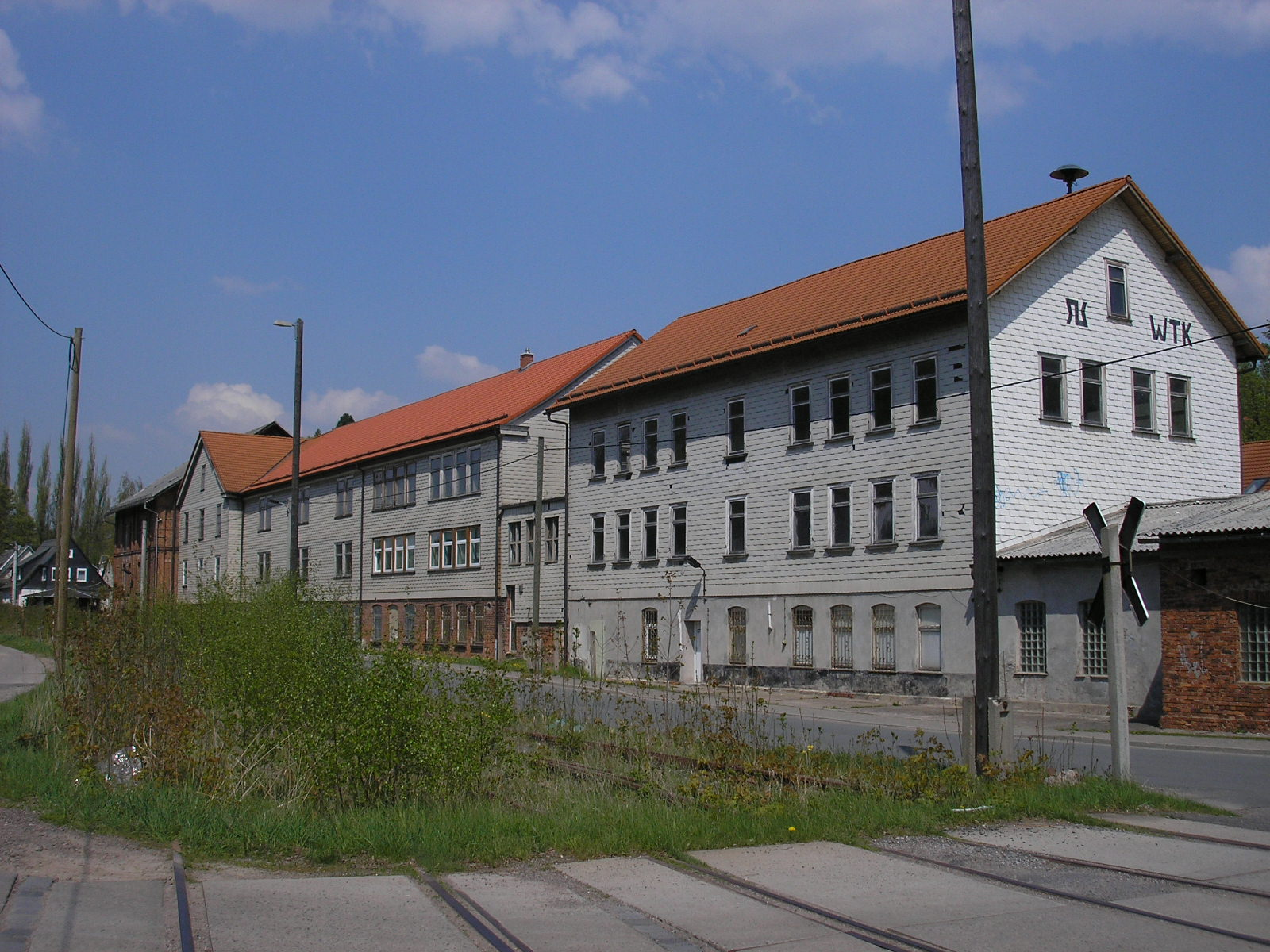
Fabrikanlagen der ehem. Porzellanfabrik

Die Porzellanfabrik Oscar Schlegelmilch wurde 1892 in Langewiesen mit ca. 200 Beschäftigten in Betrieb genommen. Hergestellt wurden hauptsächlich Vasen, Mokkatassen und Nippesartikel. Ab 1894 bestanden weitere Porzellanfabriken im schlesischen Tillowitz und in Suhl. Sie wurden geleitet von Erhard und Reinhold Schlegelmilch. Große Teile der Produktion waren für die USA bestimmt.
Im Jahr 1953 erfolgte die Verstaatlichung des Betriebes. Er hatte 225 Mitarbeiter. Im Jahr 1972 wurde der Betrieb geschlossen. Viele Mitarbeiter haben im damals neuen Porzellanwerk Henneberg in Ilmenau eine Beschäftigung gefunden. Heute sind einige Kleinbetriebe auf dem Gelände angesiedelt.

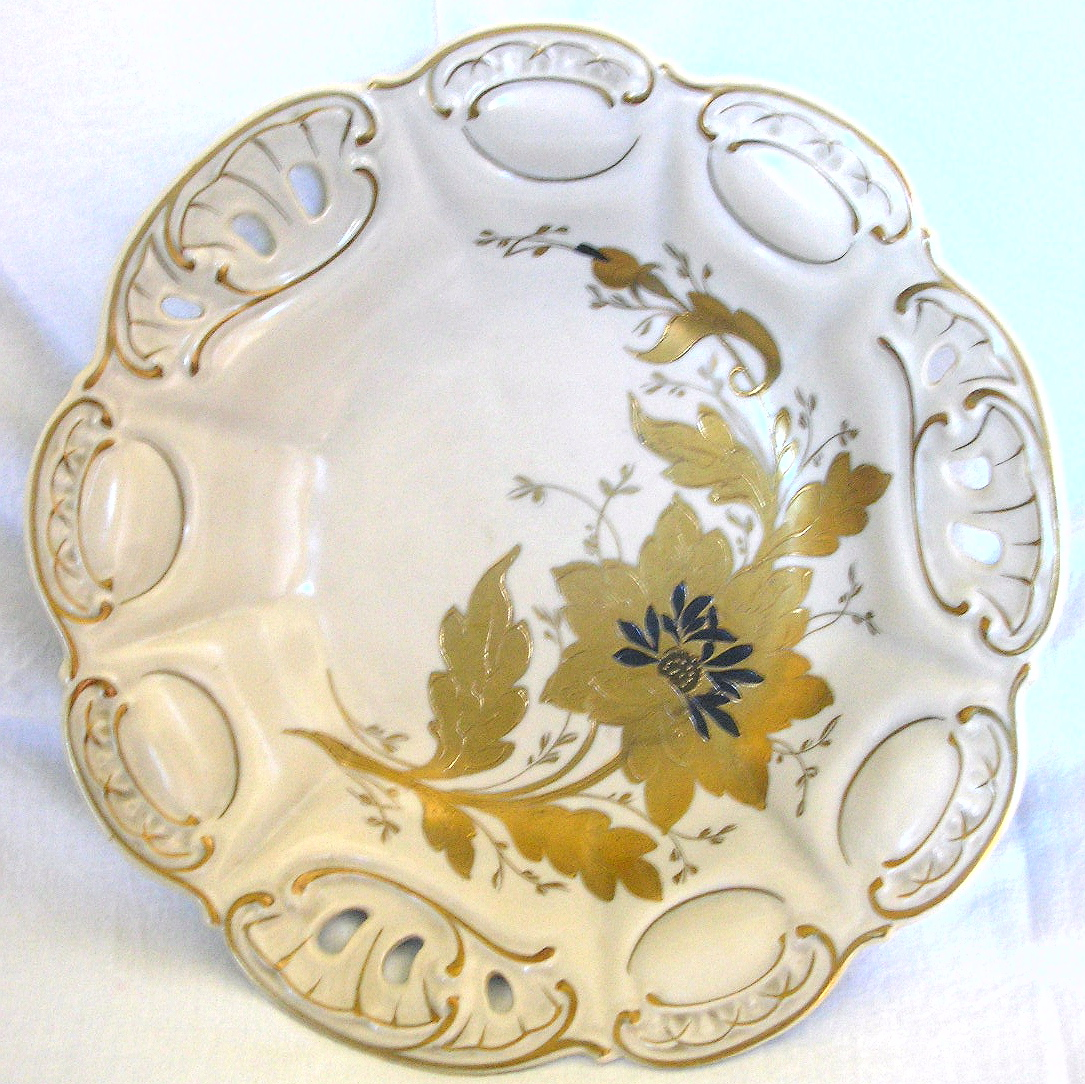
Teller
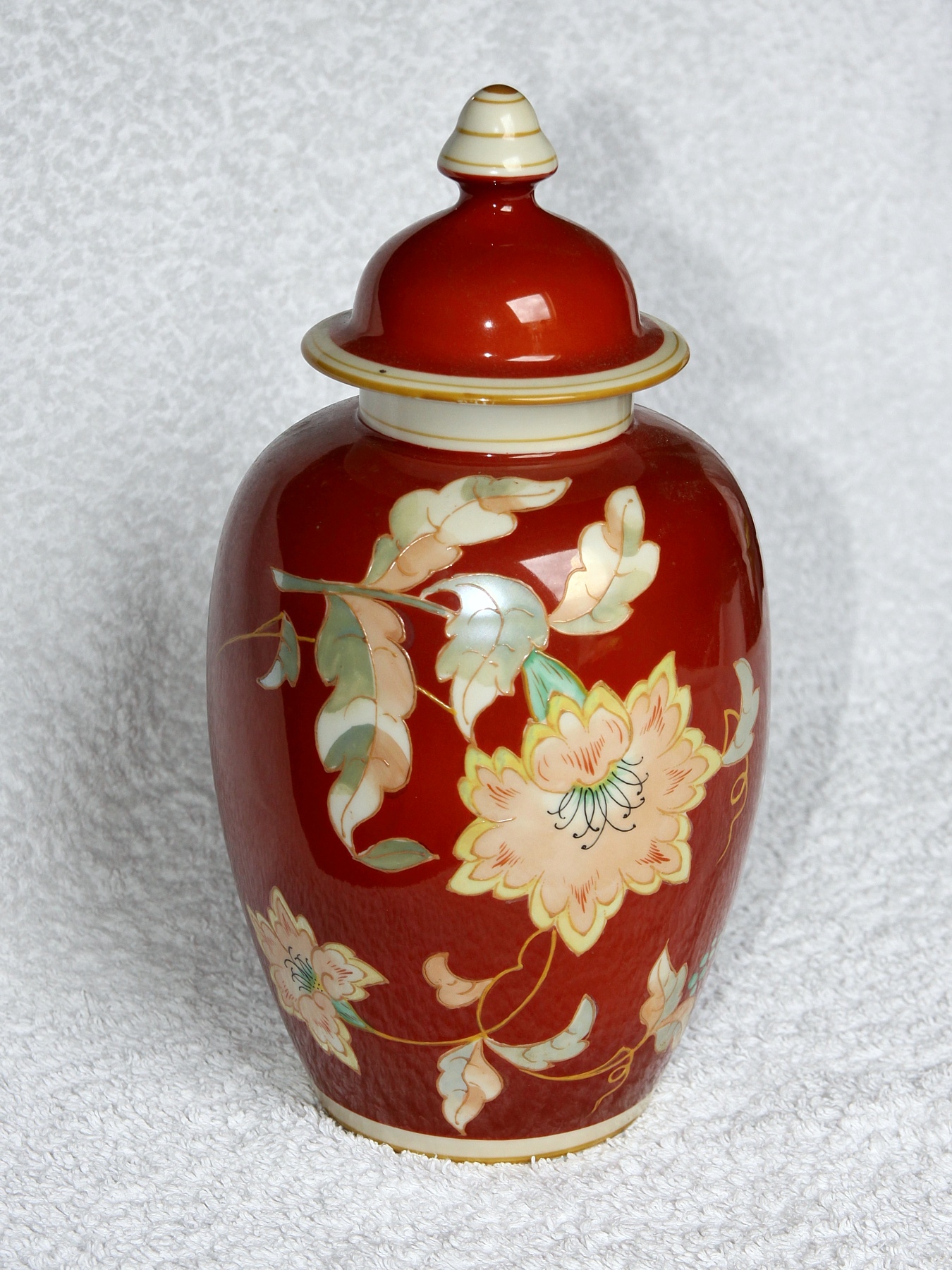
Vase mit Deckel